# Ethan Suplee
Ethan Suplee (Manhattan, 25 de maig de 1976) és un actor estatunidenc conegut sobretot pels seus papers de Frankie Stechino de Boy Meets World i Randy Hickey de My Name Is Earl.

## Biografia
Ethan Suplee va néixer a Manhattan. Els seus pares són Debbie i William "Bill" Suplee. Eren tots dos actors a Broadway, i la seva mare era professora d'art dramàtic. Amb un any, Ethan es trasllada amb els seus pares a Los Angeles a Califòrnia.
Comença a actuar a l'escola. A continuació, amb 16 anys, el seu amic Giovanni Ribisi l'encoratja a anar a classes per actors. Però amb 17 anys, abandona el curs i decideix seguir la carrera d'actor. Es dona a conèixer amb una publicitat per a Dead Squirrel, un vídeojoc a Game Gear.
El seu primer paper al cinema és a Mallrats (1995), el segon film de Kevin Smith, al costat de Jason Lee. Coneix d'altra banda Smith i Lee a Perseguint l'Amy, dos anys més tard. Farà igualment una veu a Dogma i un Cameo a Clerks 2, altres dos films de Kevin Smith.
Entre 1994 i 1998, adquireix una notorietat a la televisió amb les seves aparicions recurrents a la sèrie Boy Meets World.
Interpreta igualment papers més dramàtics com un skinhead nazi a American History X, un gòtic a The Butterfly Effect, un futbolista a Remember the Titans així com l'amic de George Jung (interpretat per Johnny Depp) a Blow. Apareix igualment a Cold Mountain, a continuació a la sèrie de televisió Entourage. Des de 2005, retroba Jason Lee a la sèrie d'èxit My Name Is Earl. Hi interpreta el paper de Randy, petit germà de Earl J. Hickey que fa una llista de les coses negatives que ha fet a la seva vida.

### Vida privada
Es va casar durant l'estiu de 2006 amb Brandy Lewis, filla de l'actor Geoffrey Lewis i germana de l'actriu Juliette Lewis (que farà una aparició a Earl). Ethan Suplee i Brandy Lewis tenen dues filles: Frances Clementine, nascuda l'any 2005, i Billie Grace, nascuda l'any 2007. És membre de la Cienciologia.

## Filmografia
- 1994
  - Boy Meets World (TV) - Frankie Stechino
- 1995
  - Mallrats - Willam Black
- 1997
  - Chasing Amy - Comic Fan
- 1998
  - American History X - Seth Ryan
  - Desert Blue - Cale
- 1999
  - Tyrone - Joshua Schatzberg
  - Dogma - Gólgota (veu)
- 2000
  - Takedown - Dan Brodley
  - Road Trip - Ed
  - Vulgar - Frankie Fanelli
  - Remember the Titans - Louie Lastik
- 2001
  - Don's Plum - Big Bum
  - Blow - Tuna
  - Evolució (Evolution) - Deke
- 2002
  - John Q - Max Conlin
  - The First $20 Million Is Always the Hardest - Tiny
- 2003
  - Cold Mountain - Pangle
- 2004
  - The Butterfly Effect - Thumper
  - Without a Paddle - Elwood
- 2005
  - Neo Ned - Johnny
  - My Name Is Earl (TV) - Randy Hickey
  - Entourage (TV)
- 2006
  - Art School Confidential - Vince
  - The Fountain - Manny
  - The Year Without a Santa Claus - Jingle
  - Clerks II
- 2007
  - American Pie Presents: Beta House - Fraternity Geek
  - Mr. Woodcock - Nedderman
  - Cutlass - Bruce
- 2008
  - Struck - Cupido
- 2009
  - Fanboys - Harry Knowles
  - Brothers - Sweeney
- 2010
  - The Dry Land - Jack
  - Unstoppable - Dewey
- 2011
  - I'm Having a Difficult Time Killing My Parents - Andrew
  - Grow Up Already - Bunky
- 2012
  - Ten Feet Apart - Homer
  - Paper Cuts - Steven
  - Delivery - Jake
- 2013
  - Breakout - Kenny
  - The Wolf of Wall Street - Toby Welch
- 2014
  - Walk of Shame - Oficial Dave
- 2015
  - True Story - Pat Frato
  - Tooken - Paul Miller
- 2016
  - The Trust - Detectiu rus
  - Deepwater Horizon - Jason Anderson
  - Motherless Brooklyn